# Coralie van den Cruyce
Coralie Adèle de Félix de la Motte (1796–1858), de soltera van der Cruyce, fue una escritora, poeta y feminista Belga.
Nació en París el 13 de octubre de 1796 en una familia aristocrática. Entre sus trabajos más destacados se encuentran Les orphelins de la grande armée (1834) y les Violettes (1836). En Bas-Bleus defiende el derecho de las mujeres para expresarse como escritoras en contra de las críticas contemporáneas.
Se casó con el noble Eugene-François-Auguste Pompée de Félix de la Motte, un importante miembro de la aristocracia en Bruselas. Murió en Geel el 27 de junio de 1858.